# Bratin Dol
Bratin Dol (makedonsky: Братин Дол, albánsky: Bratindoll) je vesnice v Severní Makedonii. Nachází se v opštině Bitola v Pelagonském regionu. 

## Demografie
V Bratin Dolu žije více než 100 makedonských obyvatel. Podle statistik z roku 1900 zde žilo 100 makedonských muslimů a 200 křesťanů. Podle posledního sčítání lidu z roku 2002 zde žije 185 obyvatel. Etnickými skupinami jsou: 
- Makedonci – 146
- Albánci – 33
- Valaši – 3
- ostatní – 3